# Miner River (Porcupine River)
Der Miner River (in der Sprache der Gwichʼin: Chʼinèetsìi Njik) ist der etwa 243 km lange linke Quellfluss des Porcupine River im kanadischen Yukon-Territorium.

## Flusslauf
Der Miner River entspringt in den West Nahoni Mountains auf einer Höhe von etwa 1190 m, 30 km östlich der Grenze zu Alaska. Der Miner River fließt in überwiegend nordöstlicher Richtung durch das Porcupine Plateau. Bei Flusskilometer 135 trifft der Fishing Creek von links auf den Miner Creek. Dieser wendet sich im Anschluss nach Osten und durchschneidet einen Gebirgskamm. Danach wendet sich der Miner Creek erneut nach Nordosten und durchfließt eine Niederung. An seinem linken Flussufer liegt das Schutzgebiet Ni'iinlii Njik (Fishing Branch) Territorial Park. Etwa 15 Kilometer oberhalb der Mündung trifft der Fishing Branch, der bedeutendste Nebenfluss, von links auf den Miner River. Dieser vereinigt sich schließlich etwa 10 km nördlich von Whitestone Village mit dem Whitestone River zum Porcupine River.

## Einzugsgebiet
Der Miner River entwässert ein etwa 8780 km² großes Areal des Porcupine Plateau. Das Einzugsgebiet grenzt im Osten an das des Whitestone River, im Süden an das des Ogilvie River und des Tatonduk River, im Südwesten an das des Nation River und des Kandik River, im Westen an das des Draanjik River (Black River) sowie im Norden an das des Cody Creek.